# Ahmad-Reza Ábedzáde
Ahmad-Reza Ábedzáde (perzsául: احمدرضا عابدزاده; Ábádán, 1966. május 25. –) iráni labdarúgókapus. Fia, Amir szintén labdarúgókapus.

## Pályafutása

### A válogatottban
Az iráni válogatottban 1987 és 1998 között 79 mérkőzésen lépett pályára.
Bekerült az 1998-as világbajnokságra készülő keretbe. A világbajnokság alatt két mérkőzésen játszott: az Egyesült Államok és Németország ellen.
Részt vett az 1992-es és az 1996-os Ázsia- kupán is.